# Перу-Мониш
Перу-Мониш (порт. Pêro Moniz) — район (фрегезия) в Португалии, входит в округ Лиссабон. Является составной частью муниципалитета Кадавал. По старому административному делению входил в провинцию Эштремадура. Входит в экономико-статистический субрегион Оэште, который входит в Центральный регион. Население составляет 644 человека на 2001 год. Занимает площадь 25,53 км².
Покровителем района считается Иоанн Креститель (порт. João Baptista). 